# Bivattchee
I Bivattchee (ビバッチェ?, Bibatche) sono un gruppo musicale rock giapponese, formatosi nell'estate del 1997.
La canzone Taiyō no Mannaka e è stata utilizzata come terza opening dell'anime Eureka Seven.
Attualmente fanno parte della casa discografica Sony Music.

## Discografia

### Singoli
1. ストロボ☆アタック(20 gennaio 2001)
  1. ロケット花火
  2. シロイツキ
  3. Punch!Fight!Shop!
  4. One Fine Day
2. はんぶんこ(16 gennaio 2002)
  1. はんぶんこ
  2. I'm walkin'
  3. シロイツキ(versione dal vivo)
3. 青春の炎(19 marzo 2003)
  1. 青春の炎
  2. 春風
  3. Let's Roll
  4. プラスチックモーニング
4. プラスチックモーニング(20 agosto 2003)
  1. プラスチックモーニング
  2. 750キラー
  3. 紅茶の恋(独り言)
5. 桜の花が散る前に／紅茶の恋(21 gennaio 2004)
  1. 桜の花が散る前に
  2. 紅茶の恋
  3. 愛の海辺(独り言)
6. もしも明日世界が終わったとしても(20 luglio 2005)
  1. もしも明日世界が終わったとしても
  2. Love & Sun
  3. 俺の靴底に地球が張り付いて
  4. R&R music
  5. One Way
  6. もしも明日世界が終わったとしても～another world～
7. 太陽の真ん中へ(7 dicembre 2005)
  1. 太陽の真ん中へ
  2. 君と笑った季節
  3. 太陽の真ん中へ～Opening di Eureka Seven～
  4. 太陽の真ん中へ～Strumentale～

### Album
1. 青いカラス(11 aprile 2002)
  1. はんぶんこ
  2. ロケット花火
  3. 桜の花が散る前に
  4. Ride On Drive
  5. シロイツキ
  6. 246～君に会いに行く～
  7. ドライブしましょう
  8. なんだろう
  9. I'm walkin'
  10. 南回りの風
2. ガラスの月と銀の花(24 marzo 2004)
  1. 紅茶の恋
  2. 桜の花が散る前に
  3. 髪をなでてごまかして
  4. 愛の海辺
  5. ROLLING MONKEY
  6. プラスチックモーニング～朝の温かいスープのために～(versione album)
  7. 感受性の花
  8. ヘイ タクシー
  9. 風のたより
  10. 750キラー
  11. ハニー&ストロベリー
  12. LOVE IS ALL
3. Blue Bird Journey(18 gennaio 2006)
  1. Introduction
  2. Blue Bird Journey
  3. 太陽の真ん中へ
  4. Love & Sun
  5. R×C×W
  6. HAPPY BIRTHDAY
  7. もしも明日世界が終わったとしても
  8. 49
  9. 千の夜を越えて
  10. 心に降る雪
  11. カビ
  12. ブラザー
  13. Love song
  14. 春の光に包まれて

### Altro
1. E.V.Junkie（20 agosto 2003）
2. STREET ROCK FILE THE BEST（18 giugno 2003）
3. STREET ROCK FILE THE BEST 2（22 luglio 2004）
4. Eureka Seven ORIGINAL SOUNDTRACK 2（5 aprile 2006）
5. Eureka SeveN COMPLETE BEST（7 maggio 2006）